# Der Apostel (1967)
Der Apostel ist ein Puppentrickfilm des DEFA-Studios für Trickfilme von Günter Rätz aus dem Jahr 1967.

## Handlung
Auf einem Tisch stehen eine halbvolle Spirituosenflasche und daneben ein volles Schnapsglas, welches der vorbeikommende Herr Kurz interessiert betrachtet. Dessen Kollege Lang beobachtet dieses Verhalten, ahnt, was kommen wird, und klärt Herrn Kurz über die Gefahren des Alkohols auf, so dass dieser ohne zu probieren wieder geht. Nun kann aber Herr Lang nicht an sich halten, steckt einen Finger in das Glas und leckt diesen ab. Das reicht aus, um an dem Getränk Geschmack zu finden, er trinkt immer mehr, bis er völlig betrunken ist.  Das ist der Zeitpunkt, an dem die Seele aus seinem Körper entweicht.

## Produktion
Der Apostel wurde für die Puppentrickserie Filopat und Patafil auf ORWO-Color gedreht und hatte am 27. Januar 1967 seine Premiere.
Die Puppenführung gestaltete Günter Rätz, während die Dramaturgie sowie das Szenarium in den Händen von Rudolf Thomas lagen. Für das Szenenbild war Klaus Eberhardt verantwortlich, und die Puppengestaltung übernahmen Günter Rätz, Herbert Löchner sowie Klaus Rümmler.